# Никулино (Орехово-Зуевский район)
Нику́лино — деревня в Орехово-Зуевском муниципальном районе Московской области. Входит в состав сельского поселения Малодубенское. Население — 66 чел. (2010).

## География
Деревня Никулино расположена в северной части Орехово-Зуевского района, примерно в 6 км к северо-западу от города Орехово-Зуево. Высота над уровнем моря 128 м. В деревне одна улица — Луговая. Ближайшие населённые пункты — деревни Ожерелки и Большая Дубна.

## История
В 1926 году деревня входила в Никулинский сельсовет Федоровской волости Орехово-Зуевского уезда Московской губернии.
С 1929 года — населённый пункт в составе Орехово-Зуевского района Орехово-Зуевского округа Московской области, с 1930-го, в связи с упразднением округа, — в составе Орехово-Зуевского района Московской области.
До муниципальной реформы 2006 года Никулино входило в состав Малодубенского сельского округа Орехово-Зуевского района.

## Население
В 1926 году в деревне проживало 278 человек (117 мужчин, 161 женщина), насчитывалось 61 крестьянское хозяйство. По переписи 2002 года — 67 человек (29 мужчин, 38 женщин).
| 1926 | 2002 | 2006 | 2010 |
| ---- | ---- | ---- | ---- |
| 278  | ↘67  | ↗72  | ↘66  |